# Gheorghe Miculaș
Gheorghe Miculaș (n. 25 martie 1874, Ciumești județul Sălaj – d. secolul XX) a fost un deputat în Marea Adunare Națională de la Alba Iulia, organismul legislativ reprezentativ al „tuturor românilor din Transilvania, Banat și Țara Ungurească”, cel care a adoptat hotărârea privind Unirea Transilvaniei cu România, la 1 decembrie 1918.:p. 77

## Biografie
Gheorghe Miculaș a urmat clasele primare în Ciumești și în Carei, iar liceul și Bacalaureatul le-a absolvit la Oradea. A absolvit Facultatea de Teologie la Universitatea din Budapesta în 1898, unde a luat și doctoratul în Științele teologice, la 30 iunie 1903. În anul 1901, a fost numit actuar secund la oficiul diecezan, iar în 1903 a fost numit vicecontabil la Oficiul administrativ al fundațiilor diecezane. În 1904 a fost investit ca prefect de studii la Seminarul diecezan și ca profesor în Științe pedagogice la Școala normală diecezană. În 1905 a devenit vicerector al aceluiași seminar, membru al Tribunalului matrimonial diecezan și al Comisiei mixte pentru pensionarea învătătorilor din județul Bihor. La 26 iunie 1915, a fost numit director al Școlii normale diecezane, iar în septembrie 1915 a fost numit canonic al Capitlului Catedral și rector al Seminarului diecezan.:p.4.

## Recunoașteri
În 1923 a fost distins cu demnitatea de prelat papal, iar în 1924 a ajuns vicar general episcopesc. În 1933, a fost investit cu funcția de Protonotar Apostolic ad instar participantium, de către Papa Pius al XI-lea.:p.1, p.4

## Activitatea politică

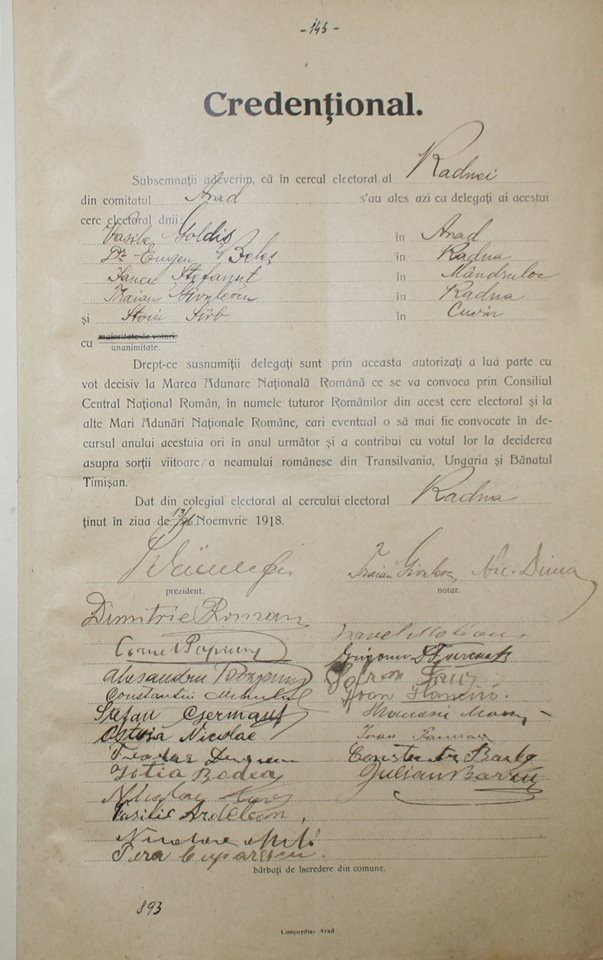
Credențional

A fost ales delegat al Institutului teologic greco-catolic român din Oradea-Mare, pentru Comitatul Bihor la Marea Adunare Națională de la Alba-Iulia, unde a votat unirea Ardealului cu România, la 1 decembrie 1918.